# Michael O’Neill (labdarúgó)
Michael Andrew Martin O'Neill (Portadown, 1969. július 5. –) korábbi északír válogatott labdarúgó, edző. Az angol Stoke City edzője.

## Statisztikái edzőként
Legutóbb frissítve: 2020. március 7-én
| Brechin City    | skót           | 2006. április 4.   | 2008. december 13. | 114 | 49  | 31 | 34  | 42,98 |
| Shamrock Rovers | ír             | 2008. december 15. | 2011. december 28. | 151 | 83  | 32 | 36  | 54,97 |
| Északírország   | északír        | 2011. december 28. | 2019. november 8.  | 72  | 26  | 18 | 28  | 36,11 |
| Stoke City      | angol          | 2019. november 8.  | jelenlegi          | 23  | 10  | 4  | 9   | 43,48 |
| Teljes karrier  | Teljes karrier | Teljes karrier     | Teljes karrier     | 360 | 168 | 85 | 107 | 46,67 |

## jegyzetek
1. ↑  Stoke City: az északírek szövetségi kapitánya lett a menedzser (magyar nyelven). nemzeti sport online, 2019. november 8. (Hozzáférés: 2020. március 30.)